# Lothárd
Lothárd é um município da Hungria, situado no condado de Baranya. Tem 10,46 km² de área e sua população em 2019 foi estimada em 230 habitantes.